# Böheimkirchen
Böheimkirchen osztrák mezőváros Alsó-Ausztria St. Pölten-i járásában. 2024 januárjában 5243 lakosa volt. 

## Elhelyezkedése

Böheimkirchen a Sankt Pölten-i járásban

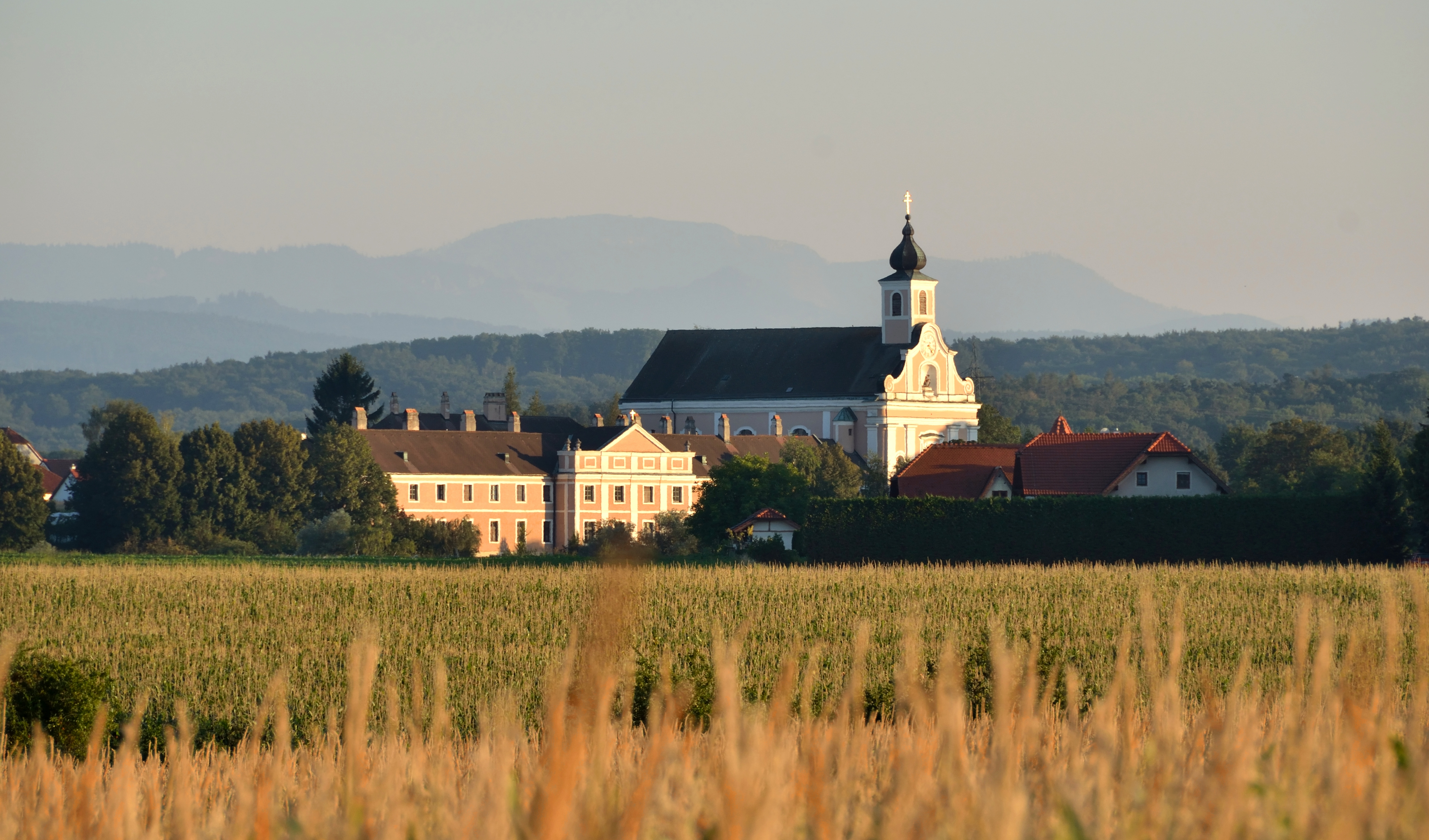
Maria Jeutendorf temploma és kolostora

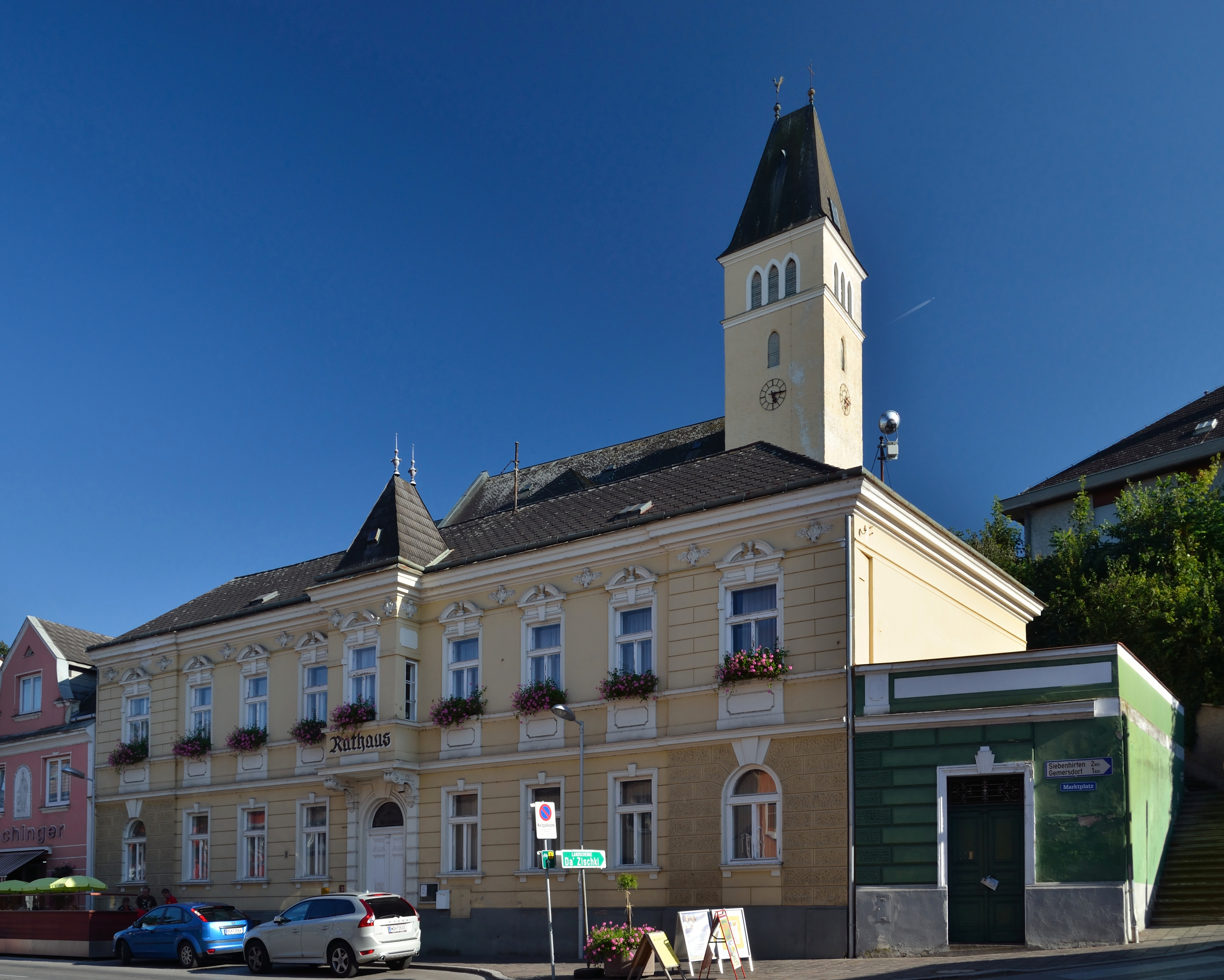
A városháza és a Szt. Jakab-plébániatemplo tornya

Böheimkirchen a tartomány Mostviertel régiójában fekszik, a Perschling folyó mentén. Területének 21,8%-a erdő, 65% áll mezőgazdasági művelés alatt. Az önkormányzat 27 települést egyesít: Außerkasten (110 lakos 2024-ben), Bauland (19), Blindorf (7), Böheimkirchen (2849), Diemannsberg (5), Dorfern (18), Dürnhag (30), Furth (184), Gemersdorf (105), Grub (29), Hinterberg (67), Hinterholz (55), Hub (11), Kollersberg (24), Lanzendorf (152), Maria Jeutendorf (176), Mauterheim (82), Mechters (98), Plosdorf (157), Reith (134), Röhrenbach (21), Schildberg (171), Siebenhirten (72), Untergrafendorf (305), Untertiefenbach (29), Weisching (253) és Wiesen (80).
A környező önkormányzatok: északkeletre Kapelln, keletre Perschling, délkeletre Kirchstetten, délre Kasten bei Böheimkirchen, délnyugatra Pyhra, északnyugatra Sankt Pölten.

## Története
Böheimkirchen (jelentése "csehek temploma") első, bizonytalan említése Bajor Henrik herceg 985/991-ben kelt okleveléből származik, amelyben a Perschling mellett gazdálkodó csehekről (szlávokról) írnak. Az 1130-as évben Reginberth de Pehemchirchen lovag volt birtokolta, aki az Asparn an der Zaya család kíséretéhez tartozott. Váruknak, a folyóparton álló Wolfsbergnek ma már csak a helye van meg. A falu temploma 1180-ig (ekkor már plébániatemplom volt) a passaui püspök, azt követően a St. Pölten-i kanonokok felügyelete alá tartozott. Böheimkirchen 1443-ban mezővárosi jogokat kapott; 1451-ben pedig III. Frigyes császár heti- és éves vásár tartásának jogát adományozta a településnek. 
Bécs 1529-es ostromakor Böheimkirchent is kifosztották a törökök. A reformációt követően a lakosság többsége áttért a protestáns hitre. 1574-ben a St. Pölten-i prépost elbocsátotta a „szektás” böheimkircheni lelkészt. Az ellenreformáció alatt a mezőváros visszatért a katolikus egyházhoz, bár még 1670-ben is volt néhány protestáns Wiesenben és Grafendorfban. Bécs 1683-as második török ostromakor a városkát ismét elpusztították, a templomnak csak a tornya és a presbitérium maradt állva és 23 ház égett le teljesen.
A 18. század gazdasági fellendülést hozott, bár 1734-ben és 1786-ban nagy tűzvészek pusztították el a házak többségét. További fejlődést jelentett a postahivatal 1851-es megnyitása és az Erzsébet császárné-vasút (ma Westbahn) megépítése.
A második világháború végén az itteni heves harcoknak 230 áldozata volt; a háborúban 202 böheimkircheni veszett oda. A mezőváros 1952-ben kapta címerét.

## Lakosság
A böheimkircheni önkormányzat területén 2024 januárjában 5243 fő élt. Lakosságszáma 1951 óta gyarapodó tendenciát mutat. 2022-ben az ittlakók 91,3%-a volt osztrák állampolgár; a külföldiek közül 1,1% a régi (2004 előtti), 3,1% az új EU-tagállamokból érkezett. 2,5% a volt Jugoszlávia (Horvátország és Szlovénia kivételével) vagy Törökország; 2% egyéb ország polgára volt. 2001-ben a lakosok 87,4%-a római katolikusnak, 1,1% evangélikusnak, 1% ortodoxnak, 3,6% mohamedánnak, 5,7% pedig felekezeten kívülinek vallotta magát. Ugyanekkor 25 magyar élt a mezővárosban; a legnagyobb nemzetiségi csoportot a németek (93,6%) mellett a törökök alkották 2%-kal. 
A népesség változása:

| 2016 | 5 043 |
| 2018 | 5 087 |

## Látnivalók
- a Szt. Jakab-plébániatemplom

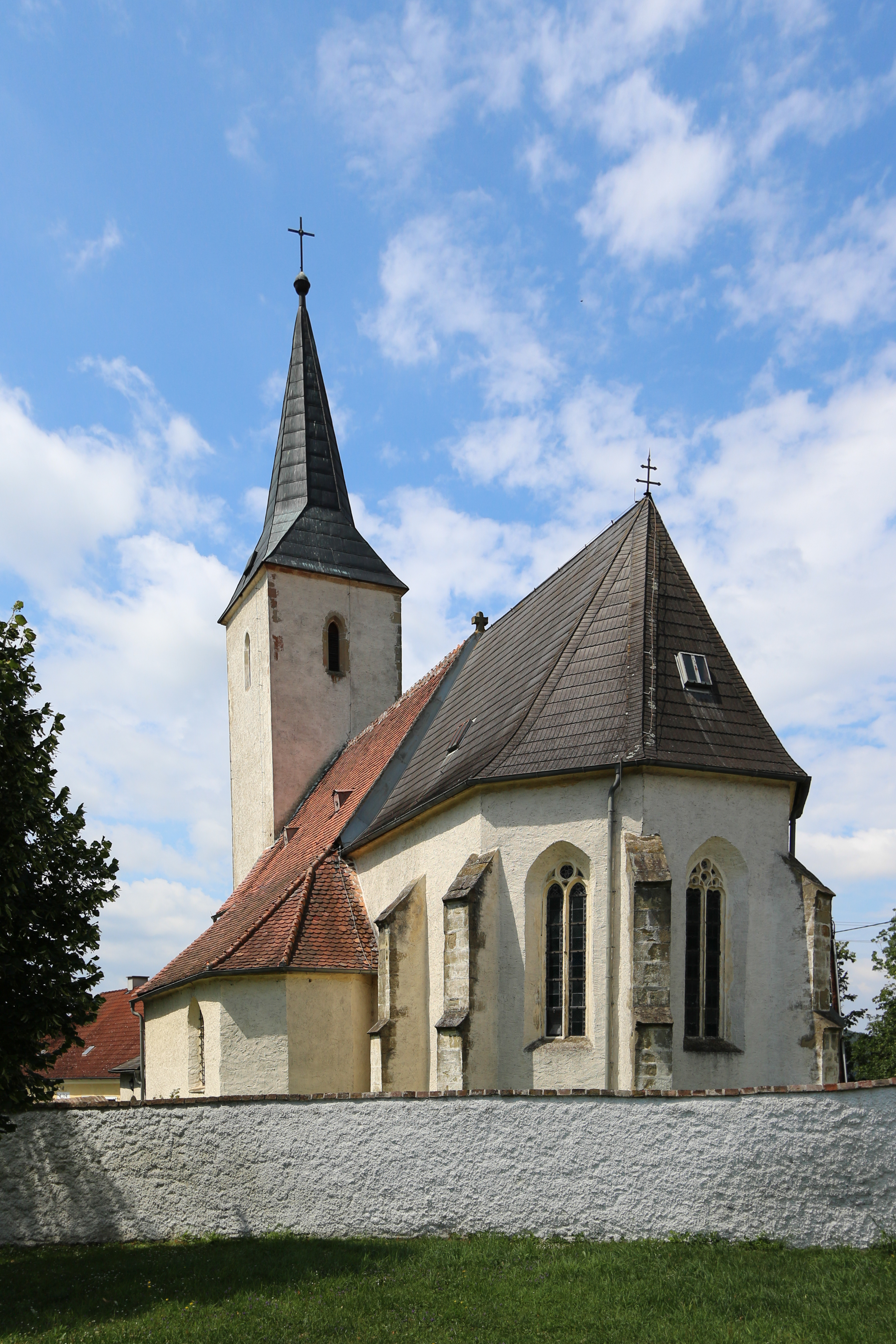
A Szt. Péter és Pál-templom

- a Maria Jeutendorf-i volt szervita kolostor
- a lanzendorfi Szt. Márton-templom
- az außerkasteni Szt. Péter és Pál-templom
- a neutensteini kastély
- a jeutendorfi kastély

## Híres böheimkircheniek
- Hans Ankwicz-Kleehoven (1883–1962) művészettörténész

## Fordítás
- Ez a szócikk részben vagy egészben  a   Böheimkirchen című német Wikipédia-szócikk ezen változatának fordításán alapul.  Az eredeti cikk szerkesztőit annak laptörténete sorolja fel. Ez a jelzés csupán a megfogalmazás eredetét és a szerzői jogokat jelzi, nem szolgál a cikkben szereplő információk forrásmegjelöléseként.